# Arkadiusz Reca
Arkadiusz Reca (Chojnice, 17 de junio de 1995) es un futbolista polaco que juega de centrocampista en el Legia de Varsovia de la Ekstraklasa. Ha sido internacional con la selección de fútbol de Polonia.

## Selección nacional
Tras su fichaje por el Atalanta, y ser suplente en las primeras tres jornadas de la Serie A, fue convocado por la selección de fútbol de Polonia para la primera jornada de la Liga de Naciones de la UEFA 2018-19, en donde fue titular contra la selección de fútbol de Italia.

## Clubes
| Club                   | País    | Año       |
| ---------------------- | ------- | --------- |
| Chojniczanka Chojnice  | Polonia | 2011-2013 |
| Koral Dębnica          | Polonia | 2013-2014 |
| Flota Świnoujście      | Polonia | 2014-2015 |
| Wisła Płock            | Polonia | 2015-2018 |
| Atalanta B. C.         | Italia  | 2018-2022 |
| S. P. A. L. (cedido)   | Italia  | 2019-2020 |
| F. C. Crotone (cedido) | Italia  | 2020-2021 |
| Spezia Calcio (cedido) | Italia  | 2021-2022 |
| Spezia Calcio          | Italia  | 2022-2025 |
| Legia de Varsovia      | Polonia | 2025-     |